# انجمن ملی پیشرفت رنگین‌پوستان
انجمن ملی پیشرفت رنگین‌پوستان (انگلیسی: National Association for the Advancement of Colored People) که به اختصار «NAACP» نامیده می‌شود، یک سازمان حقوق مدنی و سیاسی سیاه‌پوستان آمریکا است که در سال ۱۹۰۹ میلادی توسط «مورفیلد استوری»، «مری وایت آوینگتن» و «ویلیام دوبوآ» بنیان نهاده شد. هدفِ عالی این سازمان، «اطمینان از برابری حقوق سیاسی، آموزشی، اجتماعی و اقتصادیِ همه مردم و حذف نفرت و کینهٔ نژادپرستانه و تبعیض نژادی» است.
NAACP همه‌ساله سه جایزه مختلف به سیاه‌پوستان آمریکا اهدا می‌کند: «جایزه ایمیج» برای موفقیت‌های بزرگ هنری-سرگرمی (به جز نمایش)، «جایزه نمایش» برای موفقیت در عرصه صنعت نمایش و «نشان اسپینگارن» برای هرگونه موفقیت برجسته و مهم در هر زمینه‌ای، به‌ویژه در سیاست.
مرکز اصلی NAACP هم‌اکنون در شهر بالتیمور در ایالت مریلند واقع است.